# Дикі танці
«Дикі танці» (англ. Wild Dances) — пісня української співачки Руслани, з альбому «Wild Dances», з якою вона представляла Україну на Пісенному конкурсі Євробачення 2004, що проходив у Стамбулі, Туреччина, де й одержала перемогу.
На Євробаченні пісня також здобула премію Марселя Безансона у категорії «Мистецький приз» від попередніх переможців конкурсу.

## Про пісню
У січні 2020 року пісня увійшла до списку переможців спецпроєкту «20 знакових пісень за 20 років», який склали експерти, обрані організаторами національної музичної премії YUNA.

## Список композицій
1. «Wild Dances» [Українська радіо версія] — 2:55
2. «Wild Dances» [Альбомна версія] — 3:00
3. «Wild Dances» [Українська версія Harem's pop mix] — 2:48
4. «Wild Dances» [Harem's pop mix] — 2:48
5. «Wild Dances» [Частина II] — 3:58
6. «Wild Dances» [Українська версія Harem's club mix] — 3:16
7. «Wild Dances» [Harem's club mix] — 3:16
8. «Wild Dances» [Українська версія Harem's percussion mix] — 2:52
9. «Wild Dances» [Harem's percussion mix] — 2:52
10. «Wild Dances» [Break mix] — 3:25
11. «Wild Dances» [Groove mix] — 3:16
12. «Wild Dances» [Інструментальна версія] — 3:00
13. «Wild Dances» [Частина II інструментальна версія] — 3:57

## Чарти
| Чарт                               | Місце |
| ---------------------------------- | ----- |
| Австрійський Singles Top 75        | 43    |
| Бельгійський Flanders Ultra Top 50 | 1     |
| Бельгійський Wallonie Ultra Top 50 | 25    |
| Данський Singles Chart             | 30    |
| Європейські сингли Hot 100         | 25    |
| Фінський Singles Chart             | 20    |
| Німецький Singles Chart            | 40    |
| Грецький Singles Chart             | 1     |
| Румунський Top 100                 | 44    |
| Шведський Top 60                   | 8     |
| Швейцарський Singles Top 100       | 24    |
| Український Airplay Chart          | 1     |

## Продажі
| Сингл         | Чарт            | Продажі |
| ------------- | --------------- | ------- |
| «Дикі танці»  | IFPI — Україна  | 500,000 |
| «Wild Dances» | IFPI — Бельгія  | 25,000  |
| «Wild Dances» | DIVERTA Румунія | 2,000   |

## Історія релізу
| Регіон          | Дата           | Формат               |
| --------------- | -------------- | -------------------- |
| Україна         | 17 травня 2004 | CD сингл             |
| Німеччина       | 24 травня 2004 | CD сингл             |
| Греція          | 24 травня 2004 | CD сингл             |
| Нідерланди      | 24 травня 2004 | CD сингл             |
| Фінляндія       | 24 травня 2004 | CD сингл             |
| Бельгія         | 24 травня 2004 | CD сингл             |
| Швеція          | 24 травня 2004 | CD сингл             |
| Латвія          | 24 травня 2004 | CD сингл             |
| Литва           | 24 травня 2004 | CD сингл             |
| Естонія         | 24 травня 2004 | CD сингл             |
| Польща          | 24 травня 2004 | CD сингл             |
| Ізраїль         | 24 травня 2004 | CD сингл             |
| Туреччина       | 24 травня 2004 | CD сингл             |
| Чехія           | 24 травня 2004 | CD сингл             |
| Словаччина      | 24 травня 2004 | CD сингл             |
| Словенія        | 24 травня 2004 | CD сингл             |
| Велика Британія | 24 May 2004    | CD сингл             |
| США             | 29 April 2008  | цифрове завантаження |